# Södermanlands runinskrifter 215
Runinskrift Sö 215 består av en runsten som nu är inbyggd i Sorunda kyrka i Sorunda socken, Sotholms härad på Södertörn i Södermanland. Stenen låg länge placerad i Sorunda kyrkodörr men lades senare in under kyrkogolvet och har på så sätt blivit oåtkomlig.

## Inskrift
Runsvenska: "rolfr auk suain raistu stain at fraustain... auk at kunulf bruthur sin amuti hik runar".
Nusvenska: "Rolv och Sven reste stenen efter Frösten... och efter Gunnulv, sin broder. Amunde högg runorna".

Namnet Rolv (Rolf) finns bara på ytterligare en runsten i Södermanland, nämligen Sö 367 i Släbro och namnet Gunnulv finns också endast på ännu en sörmländsk sten: Sö 108 i Gredby.